# Richard Gasquet
Richard Gasquet (Béziers, 18 giugno 1986) è un ex tennista francese.
Talento precoce, già numero uno juniores, è famoso soprattutto per i suoi eleganti colpi di rovescio a una mano. Ha vinto 16 titoli in singolare nell'ATP Tour. Le sue migliori prestazioni nei tornei del Grande Slam in singolare sono state tre semifinali, a Wimbledon 2007 e 2015, e una volta agli US Open 2013. Il suo miglior piazzamento in carriera in singolare è stato il n. 7 al mondo, raggiunto il 9 luglio 2007. Detiene il record nazionale per numero d'incontri vinti nel circuito ATP. 
Ha vinto il titolo di doppio misto all'Open di Francia 2004, in coppia con Tatiana Golovin. Ha anche vinto la medaglia di bronzo olimpico del doppio maschile nel 2012 in coppia con Julien Benneteau. 
Ha fatto parte della squadra francese che ha vinto la Coppa Davis 2017. Insieme a Kristina Mladenovic, ha vinto anche la Hopman Cup 2017.

## Carriera tennistica

### Gli inizi
Comincia a giocare a tennis all'età di quattro anni, sotto la guida del padre Francis, che dirigeva un tennis club a Sérignan e che sarà suo allenatore sino all'ottobre del 2001. Anche la madre Maryse è un'insegnante di tennis. Già da giovanissimo Richard Gasquet diventa la grande speranza del tennis francese, accumulando titoli con due anni di anticipo rispetto alle diverse categorie d'età; così, già nel 1996, ottiene la copertina di Tennis Magazine, con il titolo "Richard G. - 9 ans", che lo presenta come il campione che la Francia attendeva dai tempi di Yannick Noah.
Nel 1999 si aggiudica, a soli 12 anni, il Les Petits As, campionato del mondo ufficiale riservato a ragazzi sotto i 14 anni a Tarbes, battendo Rafael Nadal per 6(8)–7, 6–3, 6–4. Lo stesso anno vince anche la Copa del Sol.

### 2002: campione del mondo ITF junior, debutto in ATP e Grande Slam, più giovane top200 a fine anno
Fa il suo debutto nel circuito ATP al torneo di Monte Carlo, ricevendo una wild card per le qualificazioni, superandole a 15 anni, diventando il più giovane tennista della storia a qualificarsi per un torneo Master series. Allo stesso torneo, vincendo il primo turno contro Franco Squillari, diventa il giocatore più giovane a vincere un match nel tabellone principale di un torneo ATP. Gasquet debutta in un torneo del Grande Slam a Parigi, diventando il secondo più giovane giocatore che abbia mai partecipato a quel torneo. Nonostante l'inesperienza, il francese riesce a strappare un set ad Albert Costa, il quale avrebbe poi vinto il torneo.
Il francese vince anche il titolo ITF di Campione del mondo junior (vittorie anche agli Open di Francia ed agli US Open juniores), diventando anche il più giovane giocatore a terminare l'anno tra i primi 200 posti della classifica ATP.

### 2003: più giovane tennista in top100 a fine anno
Prosegue il suo apprendistato partecipando in qualche occasione ai tornei ATP: debutta all'Australian Open dov'è sconfitto in quattro set al primo turno da Michail Južnyj; esce sempre al primo turno al Masters di Miami, Monte Carlo, e al Roland Garros (dove si ritira in svantaggio di due set contro Nicolás Lapentti). Rimedia ancora una sconfitta al primo turno nel Masters di Parigi, ma questa volta sfiora la vittoria contro Gastón Gaudio. Nonostante i pessimi risultati nel circuito maggiore, Gasquet è il giocatore più giovane di sempre a finire la stagione nella top 100 Atp, questo grazie ai buoni risultati collezionati nei tornei minori.

### 2004: vittoria nel doppio misto all'Open di Francia, prima finale ATP a Metz
Il 2004 riserva maggiori soddisfazioni alla giovane promessa. Pur iniziando male la stagione, con tre sconfitte al primo turno, tra cui a Melbourne contro Florian Mayer, si riscatta a Buenos Aires dove sconfigge il n.21 del ranking Calleri e il n. 14 Massu, uscendo in semifinale contro Guillermo Coria. In seguito colleziona diverse sconfitte al secondo turno, arrivando al Roland Garros con un sorteggio sfortunato al primo turno, l'argentino David Nalbandian, che viene impegnato a fondo dal francese in uno scontro sui tre set. Sempre al Roland Garros, vince insieme a Tatiana Golovin contro Wayne Black e Cara Black per 6–3, 6–4, il titolo nel doppio misto: la somma delle età dei due non arriva a 34 anni. Esce al primo turno anche a Wimbledon, in cinque set, contro il danese Kenneth Carlsen, dopo un match tiratissimo. In seguito dopo gli ottavi a Stoccarda contro Ferrer, partecipa agli US Open 2004. Al primo incontro del turno di qualificazione contro Michael Russell, scaraventa la sua racchetta a bordo campo, colpendo accidentalmente il giudice di linea, perdendo l'incontro per default. Ottiene la prima finale in un torneo Atp, a Metz, nella quale perde da Haehnel in due set.

### 2005: due vittorie nei tornei ATP Challenger, finale Masters di Amburgo, primo titolo ATP a Nottingham
Gasquet salta l'inizio della stagione del 2005 a causa di alcuni acciacchi, ma rientra centrando due vittorie in due tornei challenger, a Barletta e a Napoli contro due italiani, dimostrando una buona forma. Il francese si conferma al Master di Monte Carlo in cui batte Davydenko al terzo turno, e il numero 1 Roger Federer nei quarti di finale. In semifinale perde contro Rafael Nadal dopo aver vinto il primo set. A Roma esce al secondo turno in due set nella sua prima sfida contro il suo idolo d'infanzia, Andre Agassi. Al Masters di Amburgo torna alla ribalta guadagnandosi la finale contro Roger Federer: in una sfida al meglio dei cinque set,  questa volta l'elvetico si prende la rivincita, anche se la giovane promessa francese dimostra di poter lottare quasi alla pari. Gasquet perde da Nadal a Parigi, stavolta al terzo turno, ancor più nettamente in tre set. Si rifà sull'erba di Nottingham dove vince il suo primo titolo ATP in singolare battendo il bielorusso Maks Mirny per 6–2, 6–3. Al Torneo di Wimbledon viene sconfitto al quarto turno da David Nalbandian. Nei Master di Montreal e Cincinnati esce al secondo turno, mentre all'US Open al quarto, sconfitto da Robby Ginepri, ma dopo aver eliminato al terzo turno Ivan Ljubičić. Raggiunge i quarti a Metz, perdendo contro l'altra grande promessa del tennis transalpino, Gaël Monfils, in seguito salta il resto della stagione per problemi fisici.

### 2006: anno in salita: trionfi nella seconda parte della stagione a Nottingham, Gstaad e Lione, finale Masters canadese, top20
Un infortunio lo condiziona ancora, soprattutto ad inizio stagione in cui rimedia diverse sconfitte al primo turno prima di ottenere un promettente quarto turno ad Indian Wells, in cui viene tuttavia superato agilmente da Federer. A Parigi la sua corsa si ferma al secondo turno contro Nalbandian. Il ritorno sull'erba, a Nottingham, lo aiuta a superare l'impasse, permettendogli di bissare il titolo dell'anno scorso, battendo in finale Jonas Björkman col punteggio 6–4, 6–3. Il sorteggio per i Championships londinesi è terribile: Gasquet deve affrontare Federer al primo turno in cui perde nettamente in tre set. Si rifà immediatamente a Gstaad in cui vince il suo primo torneo sulla terra, contro Feliciano López per 7–6(4), 6(3)–7, 6–3. Al Masters Series di Toronto sconfigge altri due giovani talenti sulla rampa di lancio: Tomáš Berdych nei quarti, e Andy Murray in semifinale. In finale si trova di nuovo opposto a Federer, da cui perde in tre set. Agli US Open è battuto da Lleyton Hewitt al quarto turno dopo 3 ore e 30 minuti di gioco in cinque set. Chiude la stagione a Lione vincendo il titolo sul connazionale Marc Gicquel per 6–3, 6–1, entrando così tra i primi 20 giocatori del mondo.

### 2007: finale ad Oeiras e Tokyo, semi-finale a Wimbledon, vittoria a Mumbai, partecipazione alle ATP Finals
La stagione si apre abbastanza bene per il giovane francese col raggiungimento della semifinale a Sydney, in cui è sconfitto da un Carlos Moyá in buona forma. All'Australian Open supera al terzo turno il connazionale Monfils in quattro set, ma perde il turno successivo, dopo essersi aggiudicato il primo set, contro Tommy Robredo. Raggiunge gli ottavi ad Indian Wells, dove perde da Roddick, riuscendo solo nel primo set a opporre valida resistenza al potente servizio dell'americano. A Miami perde al terzo turno dal futuro finalista Guillermo Cañas, resistendo solamente fino al primo set, ceduto al tie break. A Monte-Carlo è battuto ai quarti da Juan Carlos Ferrero mentre al torneo di Estoril cede in finale a Novak Đoković per 6(7)–7, 6–0, 1–6. A Roma, Amburgo ed al Roland Garros perde al secondo turno. A Wimbledon raggiunge per la prima volta la semifinale in un torneo del Grande Slam, dopo aver sconfitto nei quarti di finale Roddick in cinque set, ma viene battuto da Federer. L'estate americana è modesta e si conclude con un ritiro dagli US Open al secondo turno. A Mumbai vince, senza perdere un set, il primo torneo del 2007 contro Olivier Rochus per 6–3, 6–4. La settimana successiva raggiunge la finale nel torneo di Tokyo dove viene sconfitto da David Ferrer. Le sue speranze di qualificarsi per le ATP Finals di Shanghai sembrano spegnersi al Master Series di Madrid dove viene sconfitto al secondo turno da Paul-Henry Mathieu. Quindi viene battuto al secondo turno del torneo di Lione dalla promessa francese Tsonga. Il talento francese riesce però successivamente a raggiungere la semifinale al Master Series di Parigi-Bercy, centrando così uno storico obiettivo: la qualificazione per le ATP Finals. Gasquet è sorteggiato nel gruppo Oro insieme a Nadal, Đoković e Ferrer, in un girone molto duro, uscendone subito con un bilancio di una vittoria contro il serbo numero 3 al mondo, e due sconfitte dai due spagnoli che si qualificano alle semifinali. Si chiude così l'anno migliore per il tennista francese.

### 2008: crisi di risultati
Il 2008 non si apre nel migliore dei modi per il francese che riesce a raggiungere comunque gli ottavi di finale degli Australian Open dov'è battuto dal connazionale Jo-Wilfried Tsonga. Da quel momento il francese non riesce mai a superare due turni di fila.
Anche nei tornei masters series di Indian Wells e Miami non riesce a ben figurare e rimedia ad Indian Wells l'uscita al terzo turno per opera dell'americano James Blake, ed a Miami esce sconfitto al primo turno dal russo Dimitri Tursunov. Anche la stagione sulla terra rossa si dimostra fallimentare sotto il profilo dei risultati e delle aspettative. infatti, al torneo masters series di Monte-Carlo Gasquet rimedia l'eliminazione al terzo turno per opera dell'americano Sam Querrey, ed al Masters Series di Roma è sconfitto al primo turno dal peruviano Luis Horna. La crisi di gioco e di risultati continua anche nel torneo masters series di Amburgo. Gasquet rimedia l'ennesima eliminazione al primo turno, questa volta per opera dell'italiano Seppi.
A maggio viene annunciato che, dopo più di tre anni di collaborazione con Éric Deblicker, il nuovo coach di Gasquet è Guillaume Peyre.
All'arrivo del Roland Garros dà forfait poco prima di scendere in campo per il primo incontro a causa di un dolore al ginocchio.
Si inizia ad intravedere un cambiamento positivo per via della buona prestazione nel torneo su erba del Queen's Club dove Gasquet arriva fino ai quarti di finale, giocati contro Nalbandian. 
Sull'erba di Wimbledon raggiunge gli ottavi di finale contro lo scozzese Andy Murray.
A Stoccarda raggiunge la finale contro Juan Martín del Potro che prevale col punteggio di 6–4, 7–5.
Il francese termina la stagione in modo anonimo, chiudendo l'anno al ventiquattresimo posto.

### 2009: infortuni, positività alla cocaina
Inizia l'anno discretamente, raggiungendo le semifinali dell'ATP 250 di Brisbane, sconfitto da Radek Štěpánek. La settimana seguente ripete il risultato nella semifinale a Sydney, perdendo da David Nalbandian. 
Si ritira dal torneo di Marsiglia per un infortunio alla spalla destra. A Dubai, complice il ritiro di Andy Murray, gioca la semifinale contro Ferrer. Partecipa alla Coppa Davis contro la Repubblica ceca, ma perde l'incontro durante la disfatta della squadra francese, che non usciva così presto dalla competizione dall'anno 2000.
Il 9 maggio L'Équipe riporta che il tennista è stato trovato positivo alla cocaina ad un test antidoping nel marzo di quell'anno. Il 17 luglio viene però riammesso a disputare i tornei ATP senza subire alcuna squalifica perché gli esami di laboratorio rivelano che la quantità è troppo piccola, circa "un grano di sale", per essere considerata "assunzione", ma è piuttosto "contaminazione", che lo stesso Gasquet attribuirà ad un bacio dato ad una ballerina di un locale notturno di Miami. Rientra al torneo di New Haven senza riuscire a superare la fase di qualificazioni, ed esce al primo turno dell'US Open dove si scontra con Nadal. Va meglio a Metz dove arriva a disputare la semifinale contro Monfils.

### 2010: l'anno del rientro: vittoria a Nizza, Gstaad, finale di Coppa Davis
Gasquet riprende il suo cammino verso la scalata nel ranking ATP aggiudicandosi la finale a Sydney, persa contro Baghdatis. Esce al primo turno dell'Australian Open per mano di Michail Južnyj, ed è costretto a cancellarsi per infortunio da due dei tre tornei sudamericani a cui s'era iscritto, il Movistar Open e il Brasil Open, mentre perde al primo turno dalla Copa Telmex ed ai successivi tornei del Sunshine Double (Indian Wells e Miami). Il talento francese però è in netto miglioramento e dopo aver conquistato il Challenger disputato a Bordeaux (vinto contro il connazionale Michaël Llodra per 4–6, 6–1, 6–4), torna a vincere un torneo ATP a Nizza a maggio dopo un'assenza di tre anni dall'ultimo successo. Batte lo spagnolo Fernando Verdasco per 6–3, 5–7, 7–6(5). Per la stagione sull'erba si prepara all'AEGON International ed esce al terzo turno per infortunio, che si rivelerà determinante per fargli saltare anche Wimbledon. Rientra in gran forma, nel torneo di Gstaad dove conquista la finale che perderà contro Nicolás Almagro. Si spinge fino al quarto round agli US Open dove incontra Monfils, chiudendo la stagione con la partecipazione alla Coppa Davis nella quale la Serbia vince il suo primo titolo sopra la Francia.

### 2011: cambio allenatori, buona forma e top20
All'Australian Open arriva al terzo turno dove lo ferma Berdych. Successivamente annuncia un cambio dei suoi allenatori con l'uscita Éric Deblicker, per impegni esterni, e l'ingresso di Riccardo Piatti. Come consigliere rimane Sébastien Grosjean. Raggiunge per la prima volta dal 2008 i quarti di finale del Masters 1000 di Indian Wells battendo Pablo Cuevas, Jürgen Melzer, e il numero 8 mondiale Andy Roddick, venendo poi fermato da Novak Djokovic. Grazie a questa prestazione risale in classifica entrando nella top20, al n. 18°, consolidata nel successivo Miami Masters dove perde al terzo turno contro l'americano Fish. Durante la stagione su terra viene fermato da Nadal agli ottavi di finale del Masters di Monte-Carlo. Fa parlare di sé agli Internazionali d'Italia dove elimina negli ottavi Federer con una partita sofferta terminata 2 set a 1 per il francese. Supera nei quarti Berdych, ma verrà in seguito eliminato da Rafael Nadal, primo nella classifica ATP e vicecampione del torneo. Continua in ogni caso a migliorare il suo gioco, impegnandosi nel raggiungere per la prima volta gli ottavi del Roland Garros, battendo Štěpánek, Marcel Granollers, e Thomaz Bellucci, prima di incontrare di nuovo Djokovic. Si presenta direttamente al Grande Slam di Wimbledon senza alcun torneo preparatorio e arriva a giocare gli ottavi contro Andy Murray, da cuiperde, ma giunge alla posizione n.11 della classifica, in seguito alla quale viene convocato dal capitano della squadra francese di Coppa Davis, Guy Forget, per disputare i quarti di finale della manifestazione, dopo tre anni dalla sua ultima partecipazione a questa fase del torneo, sulla terra rossa indoor di Stoccarda contro la Germania.
Inizia la stagione nordamericana sul cemento al Masters canadese dove elimina Florian Mayer e di nuovo Bellucci, ma viene fermato agli ottavi da Almagro, identico risultato al Masters di Cincinnati superato da Fish. A causa di una pessima prestazione al secondo turno degli US Open contro Ivo Karlović, perde la possibilità di entrare fra i top10 e di poter quindi giocare il Masters di fine anno. Perde anche entrambi gli incontri giocati contro Nadal e Verdasco nella semifinale di Coppa Davis contro la Spagna. Successivamente gioca a Metz dove viene battuto da Gilles Müller e un infortunio al gomito lo costringe a fermarsi alcune settimane per recuperare. Al rientro nell'ultimo torneo dell'anno, il masters di Parigi, batte al secondo turno Kevin Anderson, regalandosi la possibilità di accedere al terzo turno dove affronta ancora una volta, in un remake degli Internazionali d'Italia, lo svizzero Roger Federer che lo supera in due set. Chiude l'anno al 19º posto della classifica mondiale.

### 2012: finale Hopman Cup, finale ad Oeiras e Master canadese, bronzo nel doppio alle Olimpiadi, titolo ATP, top10

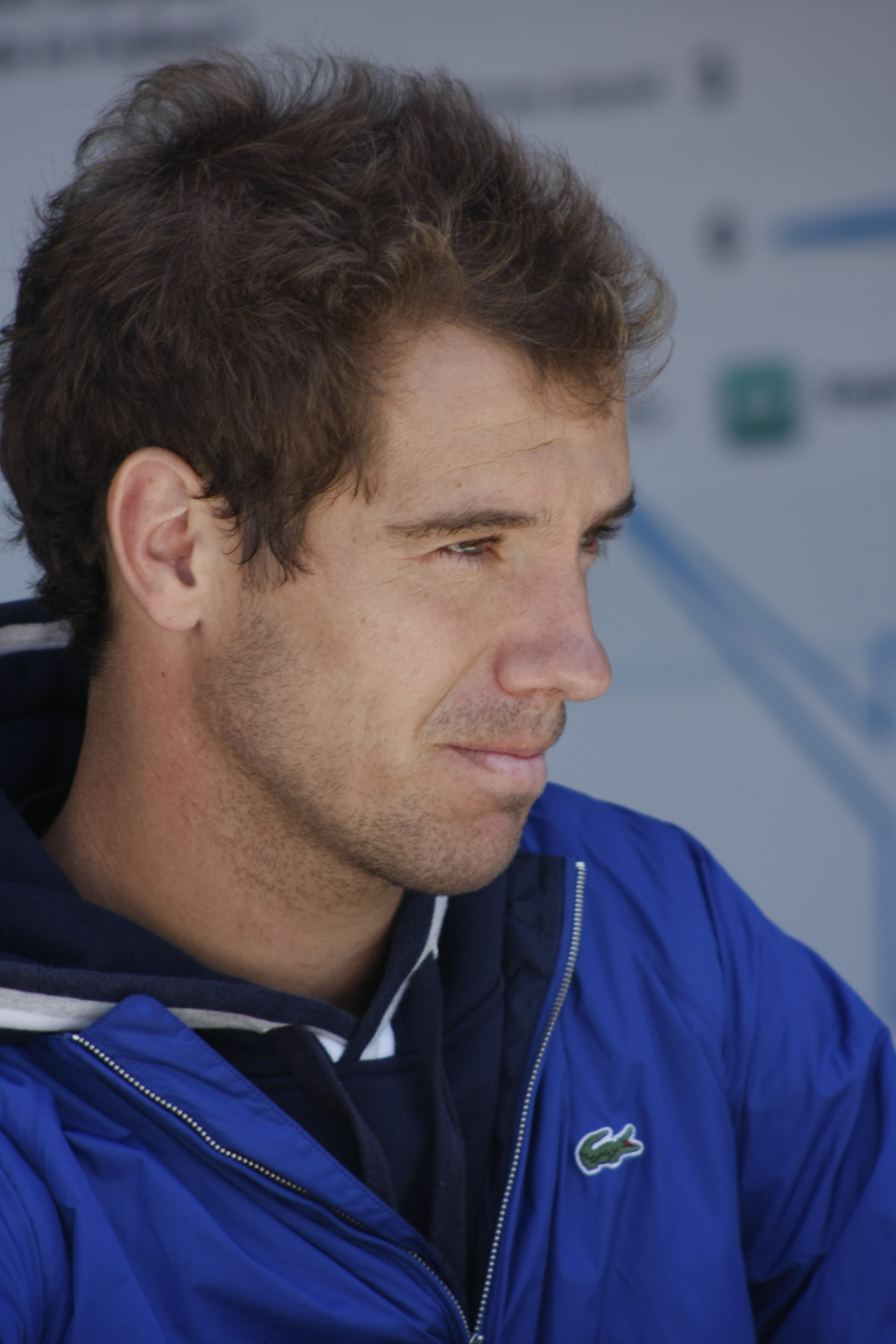
Richard Gasquet nel 2012

Inizia il 2012 gareggiando alla Hopman Cup  insieme alla top-10 WTA Marion Bartoli. I francesi vincono tutti e tre i gironi all'italiana raggiungendo la finale, dove prevale la Repubblica ceca. Successivamente, Gasquet raggiunge i quarti di finale a Sydney prima di partecipa agli Australian Open, dove elimina Seppi, Golubev, e Tipsarević fermandosi al quarto round contro Ferrer. Subito dopo arriva ai quarti di finale all'Open Sud de France contro Philipp Kohlschreiber.
A febbraio, raggiunge i quarti di finale a Rotterdam, battuto da Davydenko in due set. A Indian Wells perde al suo primo round contro Albert Ramos Viñolas. Ottiene il quarto turno a Miami, dove cede di fronte al futuro campione Djokovic. Giunge in finale ad Estoril, ma il trofeo viene conquistato da Juan Martín del Potro con una vittoria netta, 6–4, 6–2. A Madrid, Gasquet batte Bellucci e Troicki, prima di cedere a Federer. Supera Murray nel terzo turno del Masters di Roma prima d'incontrare Ferrer nei quarti di finale.
Agli Open di Francia dopo aver battuto Dimitrov e Haas si spinge fino al quarto round dove viene fermato da Andy Murray. Sull'erba di Wimbledon perde al quarto turno contro Florian Mayer e agli US Open perde nella stessa fase contro Ferrer. Alle Olimpiadi estive, disputate sull'erba di Wimbledon, gioca sia il singolare che il doppio. Nel primo è fermato dal cipriota Baghdatis al secondo turno. Ha più successo nel doppio, poiché insieme a Julien Benneteau vincono sugli spagnoli Ferrer e Feliciano López nei playoff per il terzo posto col punteggio di 7–6(4), 6–2, conquistando così le medaglie di bronzo.
La settimana successiva passa al cemento del circuito nordamericano partecipando al Masters canadese e dopo aver superato tra gli altri Berdych, Fish e Isner raggiunge la sua prima finale Masters 1000 dal 2006, incontrando Djokovic. Viene superato facilmente dal serbo per 6–3, 6–2, ma arriva al tredicesimo posto mondiale. Agli US Open ottiene ancora una volta gli ottavi di finale in un Grande Slam durante questa stagione, fermato sempre da Ferrer.
Inizia la stagione asiatica sui campi indoor del Thailand Open dove sconfigge tra gli altri Dimitrov prima di giungere in finale contro Gilles Simon, conquistando il titolo con il punteggio di 6–2, 6–1, settimo titolo della sua carriera e rilanciandosi nella corsa per il Masters di fine anno che poi non raggiungerà. A Basilea viene eliminato in semifinale da del Potro. Alla fine del torneo e della stagione rientra nella top10 nella classifica ATP.

### 2013: 300ª partita vinta, seconda semifinale del Grande Slam in singolo, tre titoli in singolo dell'ATP Tour
Inizia la sua stagione conquistando il titolo a Doha. Registra la sua 300ª vittoria battendo Grega Zemlja al secondo turno. In finale, sconfigge in tre set l'ex finalista Davydenko per 3–6, 7–6(4), 6–3. Dopo questa vittoria raggiunge il quarto round degli Australian Open, dove incontra e perde contro Tsonga in quattro set. Conquista il suo secondo titolo dell'anno sconfiggendo il connazionale Paire nella finale dell'Open Sud de France col punteggio di 6–2, 6–3. Disputa gli ottavi di finale contro Berdych ad Indian Wells 2013 mentre a Miami Open 2013 perde in semifinale contro Andy Murray. Dopo i quarti contro Fognini a Monte-Carlo e gli ottavi a Roma contro Janowicz, Gasquet conclude la stagione sulla terra all'Open di Francia perdendo al quarto turno contro Wawrinka, nonostante avesse vinto i primi due set. Nella stagione su erba gareggia solo nel torneo di Halle, raggiungendo la semifinale contro Youzhny, prima di giocare lo slam a Wimbledon, dove raggiunge il terzo turno, eliminato da Tomic in quattro set, nonostante avesse vinto 13 punti in più rispetto al suo avversario australiano. Sul cemento americano ottiene solo un quarto di finale a Montreal, persa da Djokovic, e un'uscita al primo turno a Cincinnati.
Agli US Open arriva alle semifinali di singolare, la sua migliore prestazione in un evento del Grande Slam dal torneo di Wimbledon del 2007. Sconfigge Ferrer nei quarti di finale, al quinto set. Viene battuto in semifinale dal futuro campione Nadal in due set. Gioca la semifinale a Bangkok contro Raonic e a Pechino contro Djokovic. Vince il torneo ATP indoor di Mosca. Questi risultati, compreso anche l'ottavo contro Nadal nel Masters 1000 di Parigi, gli permetteno di raggiungere le ATP Finals per la seconda volta nella sua carriera. Nel torneo d'èlite viene eliminato ancora una volta nella fase a gironi da del Potro e Federer.

### 2014: infortuni, finale ATP, finale di Coppa Davis
Inizia la sua stagione al Qatar Exxon Mobil Open di Doha, dov'era il campione in carica. Perde contro Monfils al secondo turno. Nel terzo turno degli Australian Open viene sconfitto da Robredo in quattro set, nonostante avesse vinto il primo set per 6–2. Torna a Montpellier per difendere il suo titolo all'Open Sud de France, ma viene superato in finale da Monfils. Raggiunge le semifinali a Marsiglia contro Gulbis, il terzo turno dell'Indian Wells Masters. A Miami, supera Alejandro Gonzalez e Anderson in due set. Tuttavia, al quarto turno, viene fermato da Federer. Rientrato dopo un infortunio alla schiena agli Open di Francia, ottiene il terzo turno, prima di essere sconfitto da Verdasco.
Dopo l'uscita prematura contro Haase ad Halle, decide di giocare il torneo preparatorio della sua stagione su erba prima di Wimbledon al Queen's Club, dove raggiunge la finale persa contro il campione in carica Feliciano Lopez. Subisce ulteriori perdite nel secondo turno di Wimbledon, quando cede ancora una volta un vantaggio di due set, questa volta alla wild card Nick Kyrgios, perdendo un record congiunto del Grande Slam di nove match point. Apre lo swing sul cemento americano con le semifinali a Washington perse da Pospisil, e si ritira prima degli ottavi a Toronto contro Murray per via di un infortunio alla mano. Successivamente raggiunge il terzo turno degli US Open, dove viene fermato da Monfils. Verso la fine della stagione, Gasquet lotta contro l'infortunio e scivola al numero 27 della classifica.

### 2015: l'anno della ripresa: titolo ATP, terza semifinale del Grande Slam in singolare, ritorno nella top 10
Inizia la sua stagione a Doha, dove perde contro Berdych nei quarti di finale. Nel terzo round degli Australian Open, viene sconfitto da Kevin Anderson. Gasquet torna a Montpellier per vincere il suo 11º titolo di singolare dell'ATP Tour all'Open Sud de France, grazie alla vittoria in finale per 3–0, prima che il polacco Jerzy Janowicz si ritirasse per infortunio. Vince anche il suo 12º titolo di singolare dell'ATP Tour all'Estoril Open battendo per 6–3, 6–2 Kyrgios che era alla sua prima finale di un torneo dell'ATP Tour. Con questa vittoria Gasquet diventa uno dei soli otto giocatori attivi ad essere inserito nella top 10 per numero di titoli, finali e semifinali ottenuti.
All'Open di Francia, arriva al quarto turno contro Djokovic. Al primo torneo su erba della stagione di Gasquet, i Queen's Club Championships, batte Bolelli al primo turno, prima di perdere contro Raonic al secondo. A Wimbledon, sconfigge tre giocatori tra i primi 30, tra cui il semifinalista di Wimbledon 2014, Dimitrov, il quarto-finalista di Wimbledon 2014, Kyrgios e il campione dell'Open di Francia 2015, Wawrinka. Viene estromesso dal difensore e futuro campione Djokovic in semifinale in due set. Ciò conclude la sua migliore partecipazione a Wimbledon dal 2007, quando aveva raggiunto sempre le semifinali. Termina il resto della stagione in modo positivo. Gioca i quarti di finale degli US Open contro Federer, e la semifinale a Stoccolma e a Basilea (rispettivamente contro Sock e Nadal), si scontra con Andy Murray ai quarti di finale del Masters di Parigi. La continuità di prestazioni di Gasquet gli permette di assicurargli un posto nella top 10 di fine anno, nella classifica del singolare, per la quarta volta nella sua carriera.

### 2016: 2 titoli ATP Tour, primi quarti di finale in singolare dell'Open di Francia e infortuni
Poco prima del nuovo anno, si ritira dagli Australian Open a causa di un infortunio alla schiena. Gareggia all'Open Sud de France a Montpellier dove entra come testa di serie numero 1. Inizia il suo torneo con vittorie in due set rispettivamente su Gulbis e Baghdatis prima di sconfiggere Dustin Brown in semifinale in tre set e Paul-Henri Mathieu in finale in due set, per 7–5, 6–4, mantenendo il titolo di singolare e vincendo il suo terzo Open Sud de France.
Nei tornei del Sunshine Double ottiene solo ottavi sia ad Indian Wells ache a Miami, così come anche a Madrid e Roma, fermato in entrambi i casi da Kei Nishikori. All'Open di Francia, Gasquet si prende la rivincita sul giapponese per raggiungere il suo primo quarto di finale in singolare a Parigi, dove cede a Andy Murray. A Wimbledon stava giocando la sua partita del quarto turno contro Tsonga quando si ritira sotto 2–4 nel primo set a causa del dolore ai muscoli intercostali della schiena. che lo costringe a rinunciare anche alle Olimpiadi. Nel sorteggio del singolare maschile, Gasquet viene sostituito nel singolare da Paire, e da Monfils nel doppio maschile in cui faceva coppia con Tsonga.
Sul cemento americano non ottiene rilevanti risultati a parte i quarti contro Millman a Winston-Salem, uscendo pure al primo turno dell'US Open contro Edmund. Gli sfugge il trofeo a Shenzhen conquistato da Berdych, ma si rifà ad Anversa dove chiude l'anno con un altro titolo ATP all'edizione inaugurale dell'European Open vincendo contro Diego Schwartzman col punteggio di 7–6(4), 6–1.

### 2017: Vittorie Hopman Cup e Coppa Davis, infortuni ricorrenti e appendicite
Avvia la stagione alla Hopman Cup, dove vince sia le partite di singolare che di doppio, assicurando la vittoria alla Francia sulla Germania. Nell'incontro successivo della Francia, riesce ancora una volta a prevalere in entrambe le sue partite (singolare e doppio misto) assicurando la vittoria contro la Gran Bretagna. Nel turno successivo, contro la Svizzera, Gasquet cede in due set contro Federer, con cui non aveva nessuna precedente vittoria. Tuttavia, grazie alle vittorie di Mladenovic su Bencic e alla vittoria di Gasquet/Mladenovic su Federer/Bencic nel doppio misto, la Francia raggiunge la finale dove affronta gli Stati Uniti, in cui trionfano i francesi, dopo il punto decisivo del doppio misto della coppia Gasquet/Mladenovic.
Gioca poi agli Australian Open dove si ferma al terzo turno contro Dimitrov. In seguito Gasquet vince il suo singolare contro Tarō Daniel nella vittoria per 4-1 della Francia al primo turno del Gruppo Mondiale di Coppa Davis contro il Giappone. All'inizio di febbraio viene battuto nella finale di singolare dell'Open Sud de France da Alexander Zverev in due set. Gasquet è costretto a saltare i primi tre tornei ATP Masters 1000 dell'anno (Indian Wells, Miami e Monte-Carlo), a seguito di un intervento chirurgico di appendicite. A questi aggiungono pure i successivi due tornei ATP Masters 1000 (Madrid e Roma) a causa di un infortunio alla schiena. I migliori risultati in singolare di Gasquet da metà febbraio a fine giugno sono i tornei ATP World Tour di Marsiglia, Halle ed Eastbourne, nei quali raggiunge le semifinali di singolare.
Inizia male la seconda metà dell'anno, perdendo nel primo turno di singolare a Wimbledon e agli US Open, e nel secondo turno di singolare a Montreal e Cincinnati, sciupando tre match point contro l'eventuale campione del singolare Alexander Zverev nel secondo turno del torneo canadese. A settembre gioca nell'ATP Challenger Tour per la prima volta dal 2010, al torneo di Stettino, dove vince contro Florian Mayer per 7–6(3), 7–6(4) il nono titolo di singolare nell'ATP Challenger Tour della sua carriera. In ottobre raggiunge i quarti di finale di singolare di tre tornei: Tokyo, Shanghai e Vienna.
Nel finale di stagione aiuta la Francia a vincere la Coppa Davis conquistando (in coppia con Pierre-Hugues Herbert) la partita di doppio nella finale contro il Belgio.

### 2018: 500ª vittoria in carriera in singolo, infortunio e fuori dalla finale di Coppa Davis
Gioca il suo primo torneo dell'anno a Doha, sconfiggendo Víctor Estrella Burgos al primo turno, prima di perdere contro il qualificato Stefanos Tsitsipas al successivo. Si spinge fino al terzo round di singolare degli Australian Open contro Roger Federer. Nel primo turno del Gruppo Mondiale di Coppa Davis 2018 contro l'Olanda, batte Robin Haase in quattro set per pareggiare il punteggio sull'1-1; La Francia vince lo scontro per 3-1. A febbraio raggiunge per il sesto anno consecutivo la finale di singolare dell'Open Sud de France, dove viene sconfitto in due set dal connazionale Pouille. Inizia quindi a mancargli la forma in campo perdendo ai primi turni in diversi tornei successivi: Rotterdam, Dubai e Miami. Ad aprile scende al n. 38 nella classifica ATP del singolare, il suo livello più basso dal 6 settembre 2010.
Conclude la sua serie di quattro sconfitte consecutive al Grand Prix Hassan II, dove viene battuto in semifinale da Kyle Edmund. Al Monte-Carlo Masters registra la sua 500ª vittoria nel tabellone principale della carriera nell'ATP Tour al terzo turno contro Mischa Zverev, diventando il primo francese nell'era Open a raggiungere questo traguardo. Viene eliminato da Alexander Zverev (fratello minore di Mischa) nei quarti di finale, nonostante avesse vinto il primo set. Nei tre tornei successivi, Budapest, Madrid e Roma, vince solo una partita in singolare (in Spagna). Perde al terzo turno degli Open di Francia contro Nadal, arrivando a un record negativo di 0-16 negli scontri diretti con il maiorchino. Vince il suo quindicesimo titolo ATP in carriera in singolare e il suo terzo sull'erba al Libéma Open in Olanda con una vittoria per 6–3, 7–6 sul connazionale Jérémy Chardy. Successivamente esce subito ad Halle e a Wimbledon.
A luglio Gasquet raggiunge la sua terza finale ATP di singolare dell'anno agli Swedish Open dove viene battuto da Fognini in tre set. Ad Amburgo, la settimana successiva, Gasquet sconfigge Paire prima di essere costretto a ritirarsi dalla partita del secondo turno contro Jarry per infortunio.
A Tokyo batte la testa di serie numero 2 Anderson nei quarti di finale prima di perdere in semifinale contro Nishikori. Al torneo di Anversa raggiunge la sua sesta e ultima semifinale di singolare dell'anno contro Kyle Edmund, futuro vincitore. Chiude la stagione ATP al Masters di Parigi, dove viene eliminato al secondo turno da Sock, vincitore dell'anno precedente. A novembre, si ritira dalla finale del girone di Coppa Davis contro la Croazia a causa di un infortunio.

### 2019: operazione di ernia, semifinale di Cincinnati
Gasquet viene sottoposto a un intervento chirurgico di ernia all'inguine il 18 gennaio, con una prognosi di due mesi prima del suo ritorno in campo.
Al rientro gioca a Madrid, dove sconfigge la wild card spagnola Davidovich Fokina al suo esordio in questo torneo, prima di perdere al secondo turno contro Federer. Esce al secondo turno dell'Open di Francia  contro Londero.
Dopo alcuni risultati modesti, prova a recuperare sul campo in erba olandese di 's-Hertogenbosch dove raggiunge le semifinali giocate contro Thompson. Esce al primo turno di Wimbledon contro il connazionale Pouille.
Utilizzando la classifica protetta, Gasquet s'iscrive al Cincinnati Open dove raggiunge le semifinali, sconfiggendo Andy Murray (che aveva ricevuto una wildcard nel tabellone principale), il lucky loser Delbonis e Schwartzman. Quindi batte l'undicesima testa di serie Bautista Agut in 3 set prima di perdere contro Goffin.
Gasquet perde al primo turno degli US Open contro il futuro semifinalista Matteo Berrettini.

### 2020: semifinale ATP
Dopo un ritiro a Montpellier contro il futuro finalista Pospisil, Gasquet ottiene di nuovo i quarti di finale contro Monfils , a Dubai. Quindi il circuito si ferma per alcuni mesi a causa della pandemia di covid-19, congelando le classifiche e posticipando le Olimpiadi, oltre che cancellando il torneo di Wimbledon, prima volta dallo stop per la seconda guerra mondiale. Al rientro Gasquet ottiene risultati modesti compreso un terzo turno contro de Minaur all'US Open e un'uscita al primo incontro, con Bautista Agut, all'Open di Francia, giocato eccezionalmente in autunno. Conclude la stagione all'ATP 250 di Sofia, dove batte ai sedicesimi di finale Carballes Baena, agli ottavi sconfigge Jonas Forejtek, ai quarti elimina Caruso e in semifinale viene eliminato dal canadese Vasek Pospisil.

### 2021: 550ª vittoria, prima finale ATP in tre anni
La sua stagione parte con una sconfitta al primo turno al Murray River Open contro Mackenzie McDonald. Ottiene la sua prima vittoria al Qatar Open contro Blaž Rola per poi affrontare il numero 8 del mondo Andrey Rublev nel turno successivo, ma si ritira prima di scendere in campo a causa di un infortunio. A Dubai registra la sua 550ª vittoria, con il passaggio al primo turno contro Cecchinato, uno dei soli cinque giocatori attivi a riuscirci.
A maggio raggiunge i quarti di finale consecutivamente a Lione (perdendo da Khachanov) e all'Open dell'Emilia-Romagna (perdendo contro Jaume Munar). A Lione, sconfigge anche il numero 10 del mondo Schwartzman ottenendo la sua prima vittoria su un giocatore della top 10 in quasi due anni. All'Open di Francia perde al secondo turno contro uno dei Big Three, Nadal. Stessa sorte a Wimbledon contro l'altro Big Three, Federer.
Ad Umago, Gasquet raggiunge la sua prima finale in oltre tre anni, persa contro lo spagnolo Carlos Alcaraz. Conclude la stagione giocando ad alcuni Challenger francesi.

### 2022: seconda vittoria contro top 2 dal 2005

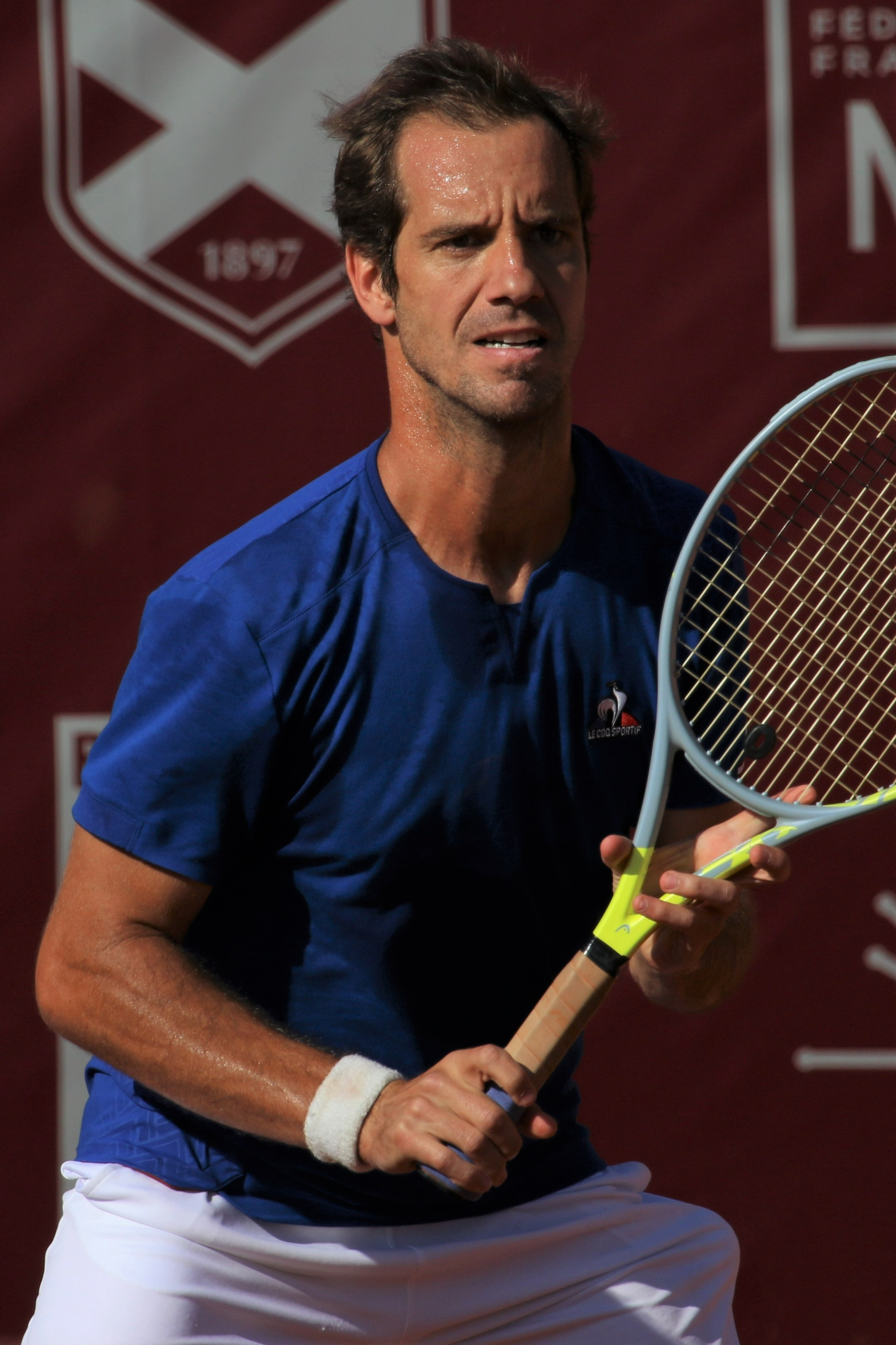
Richard Gasquet nel 2022

Dopo una prima parte di stagione con risultati modesti, non più dei quarti di finale in alcuni tornei ATP 250, partecipa al torneo di Ginevra, dove sconfigge la testa di serie e numero 2 del mondo Daniil Medvedev, al secondo turno in due set. È stata la prima vittoria di Gasquet su un avversario classificato tra i primi due della classifica, da quando aveva sconfitto l'allora numero 1 del mondo, Federer, nei quarti di finale al Monte Carlo Masters del 2005. Con questa vittoria, Gasquet ha battuto un giocatore in ogni slot tra il n. 1 e 100 nell'ATP Tour. Nei quarti di finale supera Majchrzak in due set prima di perdere in semifinale contro João Sousa.
Al Roland Garros sconfigge al primo turno Lloyd Harris, prima di cedere al secondo turno contro Sebastian Korda.
Con la sua partecipazione al torneo di Wimbledon raggiunge il 5º posto nella lista delle presenze complessive del Grande Slam con 67 presenze, a pari merito con Seppi. Raggiunge il terzo turno sconfiggendo prima Joao Sousa e poi McDonald. Arriva al terzo turno anche agli US Open dove registra la sua 68ª partecipazione ad un Major, a pari merito con Djokovic e Kohlschreiber. Conclude la stagione con la nota positiva della conquista delle semifinali ad Anversa.

### 2023: titolo di Auckland, 600ª vittoria in carriera
A gennaio si trova al numero 67 in classifica. Gasquet raggiunge la finale dell'ASB Classic battendo Kiranpal Pannu in due set al primo turno, João Sousa al secondo turno, Goffin nei quarti di finale e, con il ritiro di Lestienne prima della semifinale, raggiunge la sua 33ª finale di singolare ATP in carriera. Riesce a conquistare il titolo sconfiggendo Cameron Norrie in tre set in finale col punteggio di 4–6, 6–4, 6–4. Questo diventa il suo sedicesimo titolo ATP e il primo in quasi cinque anni dal 2018. A 36 anni, 6 mesi e 27 giorni, è il giocatore francese più anziano dell'era Open a vincere un titolo. Con questo risultato risale di 25 posizioni per tornare tra i primi 50, diventando il giocatore francese n. 1 nella classifica dei singoli al n. 42 il 16 gennaio 2023.
Al Rotterdam Open registra la sua 350ª vittoria in carriera sul cemento contro Carreno Busta. Partecipa al primo Challenger di categoria 175, l'Arizona Tennis Classic, del 2023.
Agli Open di Francia registra la sua 70ª partecipazione al Grande Slam, a pari merito con Djokovic e il connazionale Fabrice Santoro, e la 20ª totale in questo Major. Viene fermato dal connazionale Arthur Rinderknech. Ha condiviso il suo desiderio di partecipare ancora una volta e possibilmente ritirarsi al Roland Garros nel 2024.
Allo Stuttgart Open registra la sua 600ª vittoria in carriera contro Tsitsipas, testa di serie e wildcard, la sua undicesima vittoria nella top 5 della carriera, diventando il quarto giocatore attivo a raggiungere il traguardo, unendosi a Nadal (1.068 vittorie), Djokovic (1.058 vittorie) e Andy Murray (725 vittorie). Diventa anche il primo giocatore francese a compiere questa impresa.
Al torneo di Wimbledon registra la sua 71ª partecipazione al Grande Slam a pari merito con Djokovic e Verdasco, dietro solo a Federer e Feliciano Lopez. 
Partecipa ad un challenger italiano su terra rossa perdendo in finale dal connazionale Paire.
Finisce l'anno al n° 76, per la 19ª volta in top100.

### 2024: fuori dalla top100; 1000º incontro
Inizia l'anno uscendo da campione in carica dal torneo ad Auckland e a causa dei risultati deludenti della seconda metà della stagione passata, esce dalla top 100 dopo 956 settimane. Raggiunge in seguito la finale del Challenger a Manama. Al Masters di Madrid gioca il suo 1000º incontro in carriera, con Sonego. A settembre vince il torneo Challenger di casa a Cassis. Inizia quindi il suo tour di addio al professionismo passando per diverse piazze francesi (St.Tropez, Orleans, Mouilleron-le-Captif, il master parigino e Metz dove conclude la stagione).

### 2025: ritiro, breve ritorno per la Hopman Cup
Avvia la sua ultima stagione a Brisbane, dove non supera le qualificazioni, quindi si sposta a Melbourne per il suo ultimo Australian Open, eliminato al primo turno delle qualificazioni da Ajdukovic in due set. Torna a giocare in un torneo francese a Montpellier, dove esce al secondo turno contro Griekspoor, mentre a Marsiglia è Bublik a estrometterlo al primo turno. Si ritira dal challenger di Pau al secondo turno, e dopo un secondo turno a Bucarest e a Monte-Carlo conclude la sua carriera tennistica all'Open di Francia giocando il suo ultimo incontro, sempre un secondo turno, contro il n.1 della classifica Sinner, e ricevendo un sentito tributo alla sua carriera, compreso un saluto del suo rivale durante i suoi anni da juniores, Nadal, a fine incontro. Rientra dal ritiro per giocare la Hopman Cup insieme a Chloé Paquet.

## Statistiche

### Singolare

#### Vittorie (16)
| Legenda                                          |
| Grande Slam (0)                                  |
| ATP Finals (0)                                   |
| ATP Masters Series / ATP Masters 1000 (0)        |
| ATP International Series Gold / ATP Tour 500 (0) |
| ATP International Series / ATP Tour 250 (16)     |

| Legenda superfici |
| Cemento (9)       |
| Terra (3)         |
| Erba (3)          |
| Sintetico (1)     |

| N.  | Data              | Torneo                              | Superficie    | Avversario in finale | Punteggio                |
| 1.  | 19 giugno 2005    | Nottingham Open, Nottingham (1)     | Erba          | Maks Mirny           | 6–2, 6–3                 |
| 2.  | 25 giugno 2006    | Nottingham Open, Nottingham (2)     | Erba          | Jonas Björkman       | 6–4, 6–3                 |
| 3.  | 16 luglio 2006    | Swiss Open Gstaad, Gstaad           | Terra rossa   | Feliciano López      | 7–6(4), 6(3)–7, 6–3, 6–3 |
| 4.  | 29 ottobre 2006   | Open Sud de France, Lione           | Sintetico (i) | Marc Gicquel         | 6–3, 6–1                 |
| 5.  | 30 settembre 2007 | Mumbai Tennis Open, Mumbai          | Cemento       | Olivier Rochus       | 6–3, 6–4                 |
| 6.  | 22 maggio 2010    | ATP Nizza, Nizza                    | Terra rossa   | Fernando Verdasco    | 6–3, 5–7, 7–6(5)         |
| 7.  | 30 settembre 2012 | Thailand Open, Bangkok              | Cemento (i)   | Gilles Simon         | 6–2, 6–1                 |
| 8.  | 5 gennaio 2013    | Qatar Open, Doha                    | Cemento       | Nikolaj Davydenko    | 3–6, 7–6(4), 6–3         |
| 9.  | 10 febbraio 2013  | Open Sud de France, Montpellier (1) | Cemento (i)   | Benoît Paire         | 6–2, 6–3                 |
| 10. | 20 ottobre 2013   | Kremlin Cup, Mosca                  | Cemento (i)   | Michail Kukuškin     | 4–6, 6–4, 6–4            |
| 11. | 8 febbraio 2015   | Open Sud de France, Montpellier (2) | Cemento (i)   | Jerzy Janowicz       | 3–0 rit.                 |
| 12. | 3 maggio 2015     | Estoril Open, Cascais               | Terra rossa   | Nick Kyrgios         | 6–3, 6–2                 |
| 13. | 7 febbraio 2016   | Open Sud de France, Montpellier (3) | Cemento (i)   | Paul-Henri Mathieu   | 7–5, 6–4                 |
| 14. | 23 ottobre 2016   | European Open, Anversa              | Cemento (i)   | Diego Schwartzman    | 7–6(4), 6–1              |
| 15. | 17 giugno 2018    | Rosmalen Open, 's-Hertogenbosch     | Erba          | Jeremy Chardy        | 6–3, 7–6(5)              |
| 16. | 14 gennaio 2023   | Auckland Open, Auckland             | Cemento       | Cameron Norrie       | 4–6, 6–4, 6–4            |

#### Finali perse (17)
| Legenda                                          |
| Grande Slam (0)                                  |
| ATP Finals (0)                                   |
| ATP Masters Series / ATP Masters 1000 (3)        |
| ATP International Series Gold / ATP Tour 500 (2) |
| ATP International Series / ATP Tour 250 (12)     |

| N.  | Data             | Torneo                               | Superficie  | Avversario in finale  | Punteggio           |
| 1.  | 11 ottobre 2004  | Open de Moselle, Metz                | Cemento (i) | Jérôme Haehnel        | 6(9)–7, 4–6         |
| 2.  | 9 maggio 2005    | Hamburg European Open, Amburgo       | Terra rossa | Roger Federer         | 3–6, 5–7, 6(4)–7    |
| 3.  | 7 agosto 2006    | Canadian Open, Toronto (1)           | Cemento     | Roger Federer         | 6–2, 3–6, 2–6       |
| 4.  | 29 aprile 2007   | Estoril Open, Estoril (1)            | Terra rossa | Novak Đoković         | 6(7)–7, 6–0, 1–6    |
| 5.  | 1º ottobre 2007  | Japan Open, Tokyo                    | Cemento     | David Ferrer          | 1–6, 2–6            |
| 6.  | 13 luglio 2008   | Stuttgart Open, Stoccarda            | Terra rossa | Juan Martín del Potro | 4–6, 5–7            |
| 7.  | 16 gennaio 2010  | Sydney International, Sydney         | Cemento     | Marcos Baghdatis      | 4–6, 6(2)–7         |
| 8.  | 1º agosto 2010   | Swiss Open Gstaad, Gstaad            | Terra rossa | Nicolás Almagro       | 5–7, 1–6            |
| 9.  | 6 maggio 2012    | Estoril Open, Estoril (2)            | Terra rossa | Juan Martín del Potro | 4–6, 2–6            |
| 10. | 12 agosto 2012   | Canadian Open, Toronto (2)           | Cemento     | Novak Đoković         | 3–6, 2–6            |
| 11. | 9 febbraio 2014  | Open Sud de France, Montpellier (1)  | Cemento (i) | Gaël Monfils          | 4–6, 4–6            |
| 12. | 21 giugno 2014   | Eastbourne International, Eastbourne | Erba        | Feliciano López       | 3–6, 7–6(5), 5–7    |
| 13. | 2 ottobre 2016   | Shenzhen Open, Shenzhen              | Cemento     | Tomáš Berdych         | 6(5)–7, 7–6(2), 3–6 |
| 14. | 12 febbraio 2017 | Open Sud de France, Montpellier (2)  | Cemento (i) | Alexander Zverev      | 6(4)–7, 3–6         |
| 15. | 11 febbraio 2018 | Open Sud de France, Montpellier (3)  | Cemento (i) | Lucas Pouille         | 6(2)–7, 4–6         |
| 16. | 22 luglio 2018   | Swedish Open, Båstad                 | Terra rossa | Fabio Fognini         | 3–6, 6–3, 1–6       |
| 17. | 25 luglio 2021   | Croatia Open Umag, Umago             | Terra rossa | Carlos Alcaraz        | 2–6, 2–6            |

### Doppio

#### Vittorie (2)
| Legenda                                          |
| Grande Slam (0)                                  |
| ATP Finals (0)                                   |
| ATP Masters Series / ATP Masters 1000 (0)        |
| ATP International Series Gold / ATP Tour 500 (0) |
| ATP International Series / ATP Tour 250 (2)      |

| N. | Data            | Torneo                       | Superficie  | Compagno           | Avversari in finale         | Punteggio        |
| 1. | 8 maggio 2006   | Open de Moselle, Metz        | Cemento (i) | Fabrice Santoro    | Julian Knowle Jürgen Melzer | 3–6, 6–1, [11–9] |
| 2. | 12 gennaio 2008 | Sydney International, Sydney | Cemento     | Jo-Wilfried Tsonga | Bob Bryan Mike Bryan        | 4–6, 6–4, [11–9] |

#### Finali perse (2)
| Legenda                                          |
| Grande Slam (0)                                  |
| ATP Finals (0)                                   |
| ATP Masters Series / ATP Masters 1000 (1)        |
| ATP International Series Gold / ATP Tour 500 (0) |
| ATP International Series / ATP Tour 250 (1)      |

| N. | Data             | Torneo                               | Superficie  | Compagno         | Avversari in finale       | Punteggio        |
| 1. | 14 aprile 2007   | Monte Carlo Masters, Monte Carlo     | Terra rossa | Julien Benneteau | Bob Bryan Mike Bryan      | 2–6, 1–6         |
| 2. | 1º novembre 2009 | St. Petersburg Open, San Pietroburgo | Cemento (i) | Jérémy Chardy    | Colin Fleming Ken Skupski | 6–2, 5–7, [4–10] |

## Risultati in progressione
| Sigla | Risultato               |
| ----- | ----------------------- |
| V     | Vincitore               |
| F     | Finalista               |
| SF    | Semifinalista           |
| O     | Oro olimpico            |
| A     | Argento olimpico        |
| SF    | Bronzo olimpico         |
| QF    | Quarti di Finale        |
| 4T    | Quarto turno            |
| 3T    | Terzo turno             |
| 2T    | Secondo turno           |
| 1T    | Primo turno             |
| RR    | Round Robin             |
| LQ    | Turno di qualificazione |
| A     | Assente                 |
| ND    | Non disputato           |

| Legenda superfici    |
| -------------------- |
| Cemento              |
| Terra battuta        |
| Erba                 |
| Superficie variabile |

| Torneo                                     | 2002 | 2003 | 2004  | 2005  | 2006  | 2007  | 2008  | 2009  | 2010  | 2011  | 2012  | 2013  | 2014  | 2015  | 2016  | 2017  | 2018  | 2019  | 2020  | 2021  | 2022  | 2023  | 2024 | 2025 | V-S     |
| ------------------------------------------ | ---- | ---- | ----- | ----- | ----- | ----- | ----- | ----- | ----- | ----- | ----- | ----- | ----- | ----- | ----- | ----- | ----- | ----- | ----- | ----- | ----- | ----- | ---- | ---- | ------- |
| Tornei Grande Slam                         |      |      |       |       |       |       |       |       |       |       |       |       |       |       |       |       |       |       |       |       |       |       |      |      |         |
| Australian Open                            | A    | 1T   | 1T    | A     | 1T    | 4T    | 4T    | 3T    | 1T    | 3T    | 4T    | 4T    | 3T    | 3T    | A     | 3T    | 3T    | A     | A     | A     | 2T    | 1T    | 1T   | Q1   | 25-17   |
| Roland Garros                              | 1T   | 1T   | 1T    | 3T    | 2T    | 2T    | A     | A     | 1T    | 4T    | 4T    | 4T    | 3T    | 4T    | QF    | 3T    | 3T    | 2T    | 1T    | 2T    | 2T    | 1T    | 2T   | 2T   | 30-21   |
| Wimbledon                                  | A    | A    | 1T    | 4T    | 1T    | SF    | 4T    | A     | A     | 4T    | 4T    | 3T    | 2T    | SF    | 4T    | 1T    | 1T    | 1T    | ND    | 2T    | 3T    | 1T    | Q3   | A    | 31-17   |
| US Open                                    | A    | A    | A     | 4T    | 4T    | 2T    | 1T    | 1T    | 4T    | 2T    | 4T    | SF    | 3T    | QF    | 1T    | 1T    | 3T    | 1T    | 2T    | 1T    | 3T    | 1T    | Q2   | A    | 31-19   |
| Tennis Masters Cup / ATP World Tour Finals |      |      |       |       |       |       |       |       |       |       |       |       |       |       |       |       |       |       |       |       |       |       |      |      |         |
| Masters Cup/ ATP Tour Finals               | A    | A    | A     | A     | A     | RR    | A     | A     | A     | A     | A     | RR    | A     | A     | A     | A     | A     | A     | A     | A     | A     | A     | A    |      | 1-5     |
| Statistiche Carriera                       |      |      |       |       |       |       |       |       |       |       |       |       |       |       |       |       |       |       |       |       |       |       |      |      |         |
| Finali                                     | 0    | 0    | 1     | 2     | 4     | 3     | 1     | 0     | 3     | 0     | 3     | 3     | 2     | 2     | 3     | 1     | 3     | 0     | 0     | 1     | 0     | 1     | 0    | 0    | 33      |
| Tornei vinti                               | 0    | 0    | 0     | 1     | 3     | 1     | 0     | 0     | 1     | 0     | 1     | 3     | 0     | 2     | 2     | 0     | 1     | 0     | 0     | 0     | 0     | 1     | 0    | 0    | 16      |
| Vittorie-sconfitte                         | 1-5  | 2-8  | 13-15 | 33-21 | 32-11 | 49-24 | 32-22 | 22-15 | 38-22 | 34-20 | 42-22 | 50-23 | 31-19 | 43–17 | 35-18 | 29-18 | 35-23 | 17-17 | 10-10 | 14-16 | 26-19 | 14-24 | 2-8  |      | 604-397 |
| Ranking fine anno                          | 161  | 93   | 107   | 16    | 18    | 8     | 24    | 52    | 30    | 19    | 10    | 9     | 26    | 9     | 18    | 31    | 26    | 61    | 47    | 87    | 68    | 76    | 129  |      | N/A     |